# Audi R8 LMS GT3
Der Audi R8 LMS ist ein Rennwagen der Gruppe GT3, der auf Basis des Audi R8 der zweiten Generation entwickelt wurde. Der Verkauf begann im September 2015. Bereits vorher setzten die Audi-Werkteams Audi Sport Team WRT und Audi Sport Team Phoenix das Fahrzeug zu Test- und Erprobungszwecken bei verschiedenen Rennen ein. Der Wagen ist das Nachfolgemodell des 2012 erschienenen Audi R8 LMS ultra.

## Technik
Die als Audi Space Frame (ASF) bezeichnete selbsttragende Karosserie ist in Aluminium-CFK-Hybridbauweise mit tragendem Stahl-Überrollkäfig gefertigt. Die Karosserieanbauteile bestehen aus CFK und Aluminium. Der Wagen hat einen 430 kW/585 PS starken 5,2-Liter-V10-Motor mit 90-Grad-Zylinderbankwinkel und vier Ventilen pro Zylinder. Weitere Merkmale sind eine OHC-Ventilsteuerung und Benzin-Direkteinspritzung. Die Abgasreinigung erfolgt durch zwei Rennkatalysatoren. Die Kraft wird über ein sequenzielles, pneumatisch betätigtes 6-Gang-Sportgetriebe mit Wippenschaltung übertragen. Der Audi R8 LMS hat vorn und hinten Einzelradaufhängungen mit Doppelquerlenkern und Federbeinen mit Schraubenfedern, einstellbaren Stoßdämpfern sowie einstellbaren Stabilisatoren vorn und hinten.
2019 wurde der Audi R8 LMS GT3 erstmals mit einer Steer-by-Wire-Technologie sowie einem Force-Feedback-Lenkrad von Paravan ausgestattet. Er war damit der erste Wagen ohne mechanische Lenksäule, der vom Deutschen Motor Sport Bund zugelassen wurde. Seit 2021 ist er in der DTM im Einsatz.
Während der Audi R8 LMS GT3 gebaut wurde, sind mehrere Evolutionsstufen des Fahrzeugs entstanden. Audi Sport nutzt diese, um das Fahrzeug konkurrenzfähig zu halten und die Optik dem jeweils aktuellen Serienmodell anzupassen. 2018 wurde der Audi R8 LMS GT3 Evo vorgestellt. 2021 folgte der Audi R8 LMS GT3 Evo II mit der charakteristischen, neuartigen Aufhängung des Heckflügels, welche dessen Anströmung verbessern soll. In der Regel können bereits vorhandene Audi R8 LMS mit den Evo-Paketen auf den aktuellen Stand gebracht werden. 

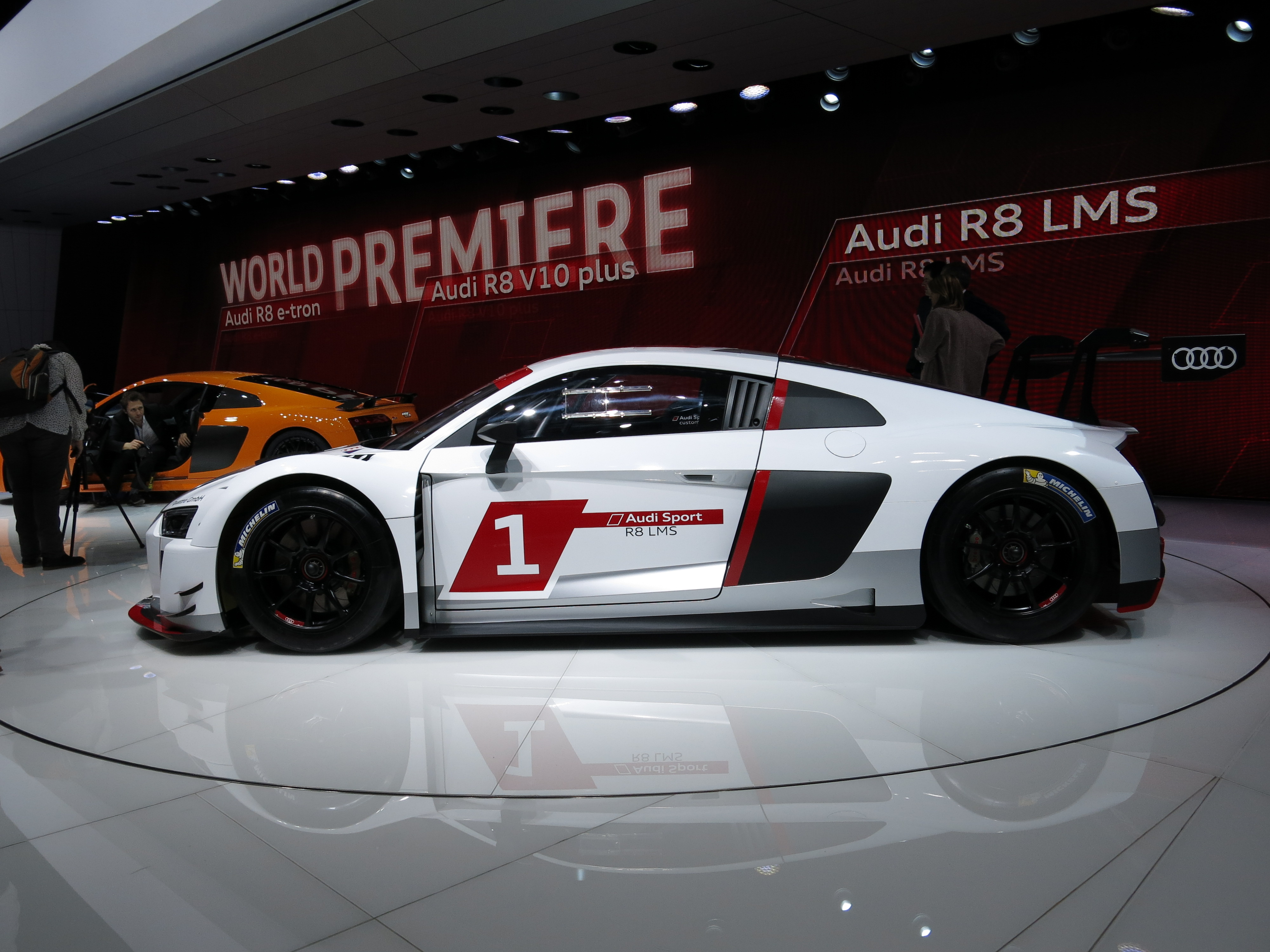
Audi R8 LMS Weltpremiere
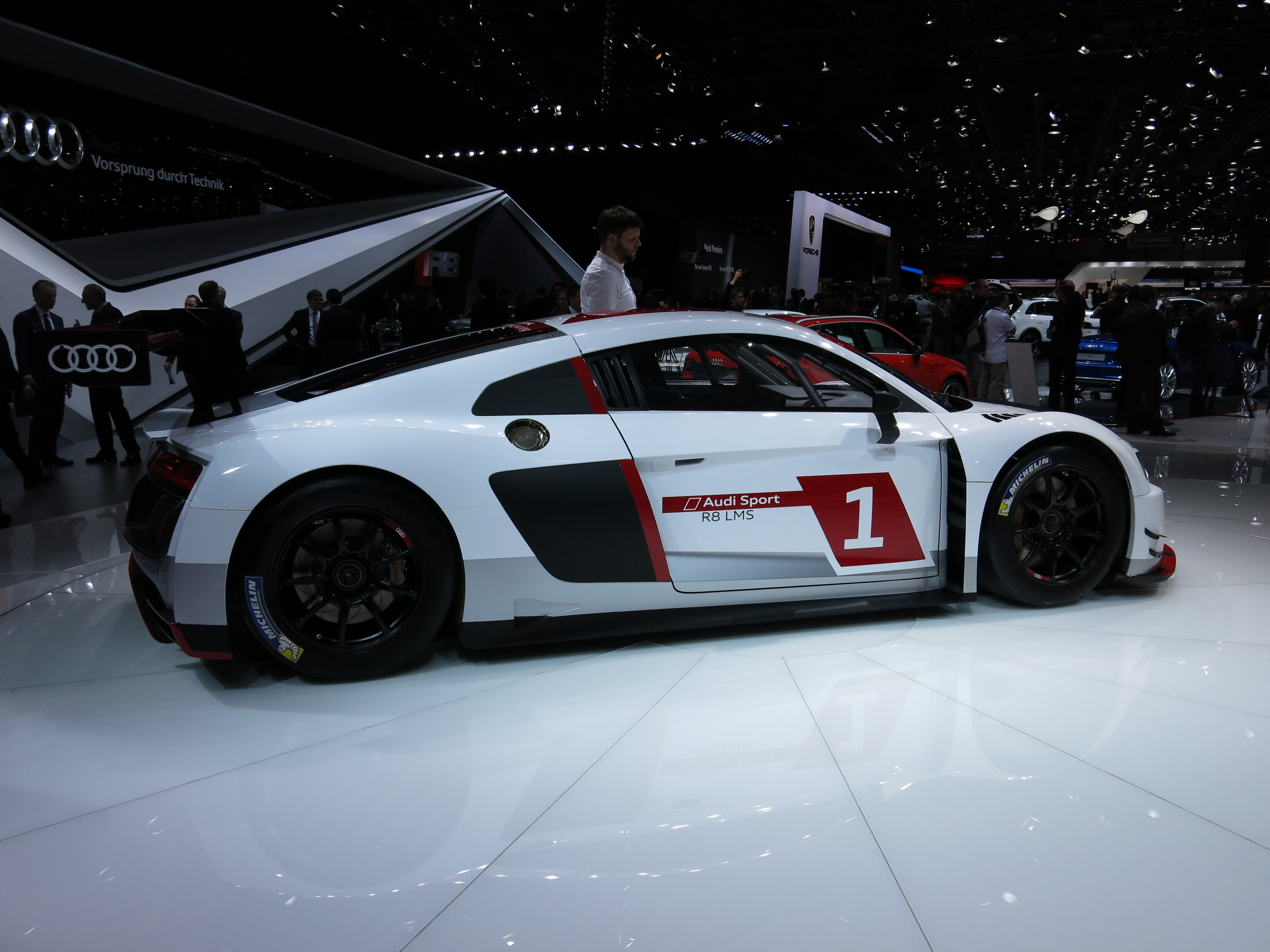
Audi R8 LMS Weltpremiere
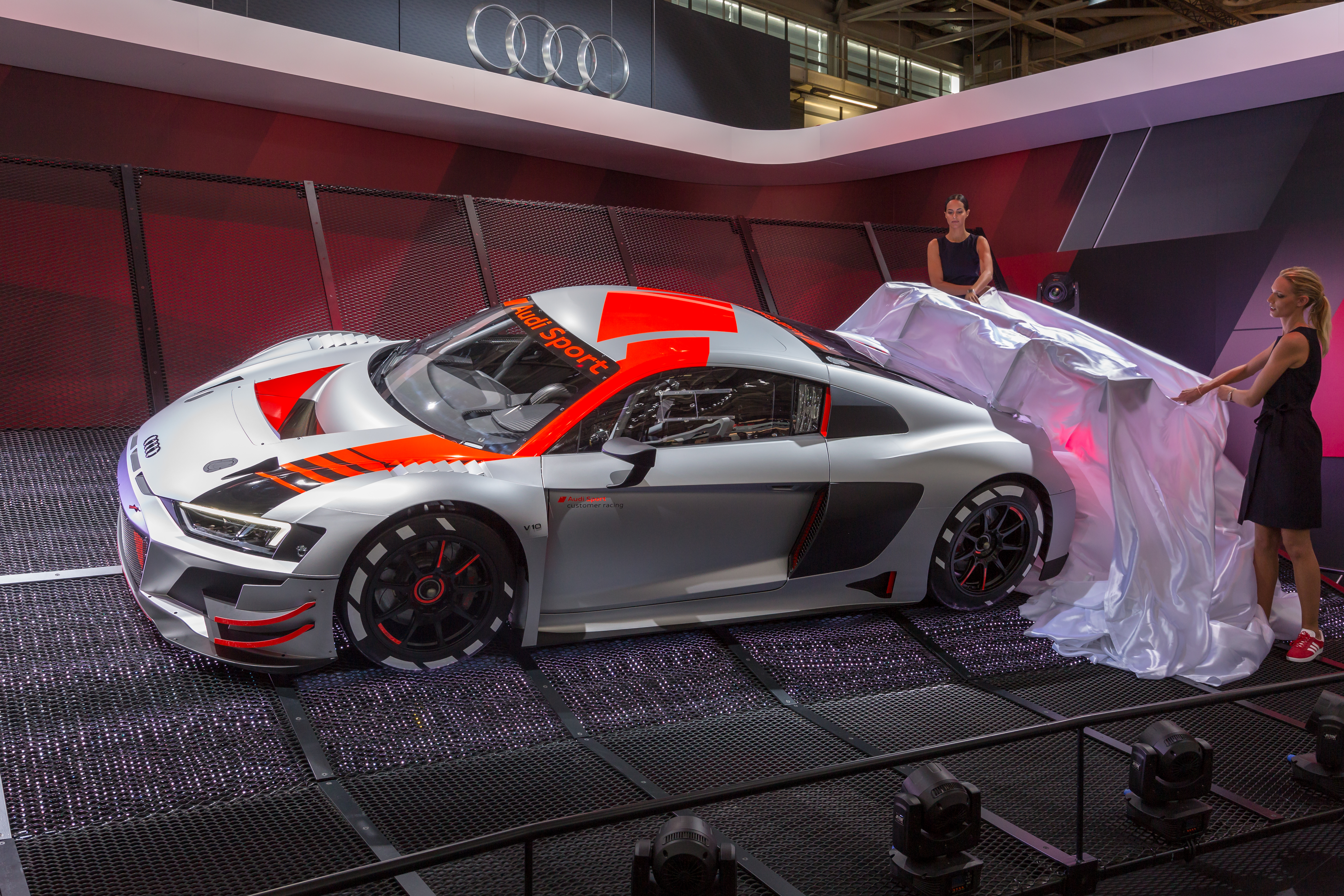
Zweite Generation
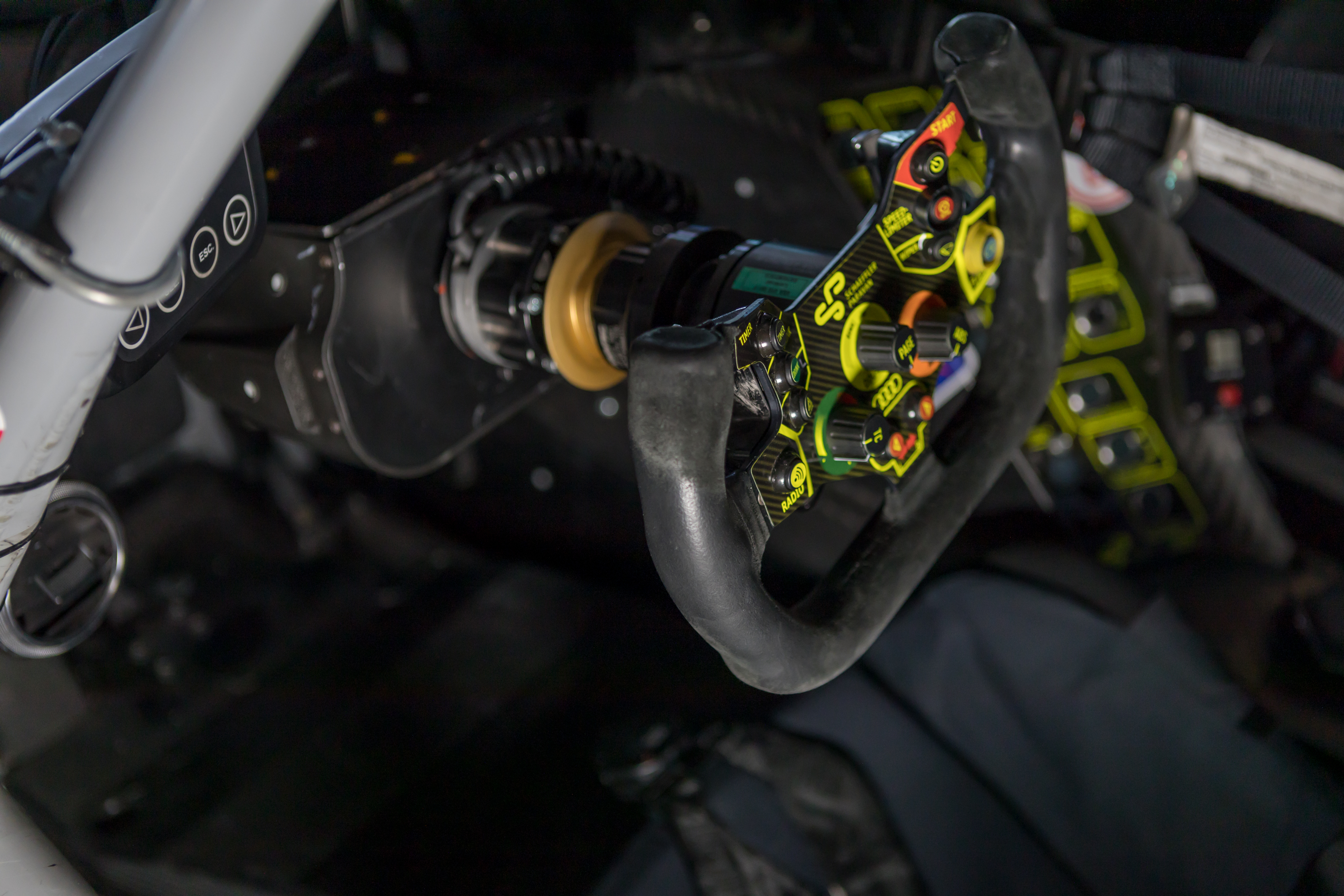
Blick ins Cockpit 2022: Steer-by-Wire-Technologie von Paravan

## Rennen
Die fett markierte Besatzung ist die siegreiche Fahrerbesatzung.

### 24-Stunden-Rennen auf dem Nürburgring 2015
Fahrerbesatzung:
| Nr. | Team                    | Fahrzeug    | Reifen | Fahrer            | Fahrer            | Fahrer            | Fahrer            | Platzierung |
| --- | ----------------------- | ----------- | ------ | ----------------- | ----------------- | ----------------- | ----------------- | ----------- |
| 1   | Audi Sport Team Phoenix | Audi R8 LMS | M      | Christopher Haase | Christian Mamerow | René Rast         | Markus Winkelhock | DNF         |
| 4   | Audi Sport Team Phoenix | Audi R8 LMS | M      | Marc Basseng      | Marcel Fässler    | Mike Rockenfeller | Frank Stippler    | DNF         |
| 28  | Audi Sport Team WRT     | Audi R8 LMS | M      | Christopher Mies  | Nico Müller       | Edward Sandström  | Laurens Vanthoor  | 1           |
| 29  | Audi Sport Team WRT     | Audi R8 LMS | M      | Christer Jöns     | Pierre Kaffer     | Nicki Thiim       | Laurens Vanthoor  | 7           |

### 24-Stunden-Rennen von Spa-Francorchamps 2015
Fahrerbesatzung:
| Nr. | Team                    | Fahrzeug    | Reifen | Fahrer            | Fahrer           | Fahrer            | Platzierung |
| --- | ----------------------- | ----------- | ------ | ----------------- | ---------------- | ----------------- | ----------- |
| 1   | Audi Sport Team WRT     | Audi R8 LMS | P      | René Rast         | Laurens Vanthoor | Markus Winkelhock | 21          |
| 2   | Audi Sport Team WRT     | Audi R8 LMS | P      | Nico Müller       | Stéphane Ortelli | Frank Stippler    | 2           |
| 5   | Audi Sport Team Phoenix | Audi R8 LMS | P      | Christian Mamerow | Christopher Mies | Nicki Thiim       | 3           |
| 6   | Audi Sport Team Phoenix | Audi R8 LMS | P      | Marcel Fässler    | André Lotterer   | Mike Rockenfeller | 5           |

### 24-Stunden-Rennen von Dubai 2016
Fahrerbesatzung:
| Nr. | Team                       | Fahrzeug    | Reifen | Fahrer            | Fahrer            | Fahrer              | Fahrer              | Fahrer             | Platzierung |
| --- | -------------------------- | ----------- | ------ | ----------------- | ----------------- | ------------------- | ------------------- | ------------------ | ----------- |
| 4   | C.ABT Racing               | Audi R8 LMS | H      | Christer Jöns     | Andreas Weishaupt | Isaac Tutumlu Lopez | Matias Henkola      | Daniel Abt         | 3           |
| 14  | Optimum Motorsport         | Audi R8 LMS | H      | Flick Haigh       | Ryan Ratcliffe    | Joe Osborne         | Frank Stippler      |                    | 5           |
| 19  | Belgian Audi Club Team WRT | Audi R8 LMS | H      | Alain Ferté       | Michael Meadows   | Stuart Leonard      | Laurens Vanthoor    |                    | 1           |
| 28  | Land Motorsport GmbH       | Audi R8 LMS | H      | Marc Basseng      | Christopher Mies  | Carsten Tilke       | Connor De Phillippi |                    | DNF         |
| 33  | Car Collection Motorsport  | Audi R8 LMS | H      | Markus Winkelhock | Claudia Hürtgen   | Heinz Schmersal     | Pierre Ehret        | Peter Schmidt      | DNF         |
| 34  | Car Collection Motorsport  | Audi R8 LMS | H      | Ingo Vogler       | Elmar Grimm       | Max Edelhoff        | Gustav Edelhoff     | Johannes Kirchhoff | 7           |

### 24-Stunden-Rennen von Daytona 2016
Fahrerbesatzung:
| Nr. | Team                  | Fahrzeug    | Reifen | Fahrer        | Fahrer         | Fahrer            | Fahrer           | Platzierung (GTD) |
| --- | --------------------- | ----------- | ------ | ------------- | -------------- | ----------------- | ---------------- | ----------------- |
| 6   | Stevenson Motorsports | Audi R8 LMS | C      | Robin Liddell | Andrew Davis   | Lawson Aschenbach | Matt Bell        | 14                |
| 9   | Stevenson Motorsports | Audi R8 LMS | C      | Kenry Habul   | Boris Said III | Dion von Moltke   | Tristan Vaultier | 7                 |
| 44  | Magnus Racing         | Audi R8 LMS | C      | John Potter   | Andy Lally     | Marco Seefried    | René Rast        | 1                 |

### 12-Stunden-Rennen von Bathurst 2016
Fahrerbesatzung:
| Nr. | Team                         | Fahrzeug    | Reifen | Fahrer           | Fahrer            | Fahrer         | Platzierung |
| --- | ---------------------------- | ----------- | ------ | ---------------- | ----------------- | -------------- | ----------- |
| 2   | Phoenix Racing               | Audi R8 LMS | M      | Laurens Vanthoor | Markus Winkelhock | Alex Davidson  | 4           |
| 5   | GT Motorsport                | Audi R8 LMS | P      | Greg Taylor      | Barton Mawer      | Nathan Antunes | 6           |
| 74  | Melbourne Performance Centre | Audi R8 LMS | P      | Christopher Mies | Christopher Haase | Marco Mapelli  | DNF         |
| 75  | Melbourne Performance Centre | Audi R8 LMS | P      | Steve McLaughlin | René Rast         | Garth Tander   | 8           |

### 24-Stunden-Rennen auf dem Nürburgring 2016
Fahrerbesatzung:
| Nr. | Team                          | Fahrzeug    | Reifen | Fahrer            | Fahrer              | Fahrer            | Fahrer                | Platzierung |
| --- | ----------------------------- | ----------- | ------ | ----------------- | ------------------- | ----------------- | --------------------- | ----------- |
| 1   | Audi Sport Team WRT           | Audi R8 LMS | M      | Laurens Vanthoor  | Christopher Mies    | Nico Müller       | Pierre Kaffer         | 46          |
| 2   | Team WRT                      | Audi R8 LMS | M      | Stuart Leonard    | Robin Frijns        | Edward Sandström  | Frédéric Vervisch     | 8           |
| 5   | Phoenix Racing                | Audi R8 LMS | D      | Frank Stippler    | Anders Fjordbach    | Edoardo Mortara   | Niki Mayr-Melnhof     | DNF         |
| 6   | Audi Sport Team Phoenix       | Audi R8 LMS | M      | Christopher Haase | René Rast           | Markus Winkelhock | Frank Stippler        | DNF         |
| 10  | Audi race experience          | Audi R8 LMS | M      | Marchy Lee        | Shaun Thong         | Franky Cheng      | Alex Yoong            | DNF         |
| 11  | Audi race experience          | Audi R8 LMS | M      | Micke Ohlsson     | Christian Bollrath  | Ralf Oeverhaus    | Maximilian Hackländer | 14          |
| 16  | Twin Busch Motorsport         | Audi R8 LMS | M      | Marc Busch        | Dennis Busch        | René Rast         | Christian Mamerow     | 10          |
| 28  | Montaplast by Land-Motorsport | Audi R8 LMS | M      | Marc Basseng      | Connor De Phillippi | Mike Rockenfeller | Timo Scheider         | DNF         |
| 33  | Car Collection Motorsport     | Audi R8 LMS | D      | Andreas Ziegler   | Ronnie Saurenmann   | Peter Schmidt     |                       | 18          |

### 24-Stunden-Rennen von Spa-Francorchamps 2016
Fahrerbesatzung:
| Nr. | Team                       | Fahrzeug    | Reifen | Fahrer             | Fahrer            | Fahrer            | Fahrer        | Platzierung |
| --- | -------------------------- | ----------- | ------ | ------------------ | ----------------- | ----------------- | ------------- | ----------- |
| 1   | Belgian Audi Club Team WRT | Audi R8 LMS | P      | Will Stevens       | Dries Vanthoor    | Frédéric Vervisch |               | 29          |
| 2   | Belgian Audi Club Team WRT | Audi R8 LMS | P      | Robin Frijns       | Stuart Leonard    | Michal Meadows    |               | DNF         |
| 3   | Belgian Audi Club Team WRT | Audi R8 LMS | P      | Filipe Albuquerque | Rodrigo Baptista  | Sérgio Jimenez    |               | 12          |
| 4   | Belgian Audi Club Team WRT | Audi R8 LMS | P      | Bertrand Baguette  | Pierre Kaffer     | Adrien de Leener  |               | 8           |
| 6   | Audi Sport Team Phoenix    | Audi R8 LMS | P      | Christopher Mies   | Frank Stippler    | Markus Winkelhock |               | 50          |
| 25  | Saintéloc Racing           | Audi R8 LMS | P      | Marco Bonanomi     | Fred Bouvy        | Christian Kelders | Marc Rostan   | 43          |
| 26  | Saintéloc Racing           | Audi R8 LMS | P      | Grégory Guilvert   | Christopher Haase | Mike Parisy       |               | 7           |
| 28  | Audi Sport Team WRT        | Audi R8 LMS | P      | Nico Müller        | René Rast         | Laurens Vanthoor  |               | 3           |
| 74  | I.S.R. Racing              | Audi R8 LMS | P      | Philippe Giauque   | Henry Hassid      | Nicolas Lapierre  | Franck Perera | 13          |
| 75  | I.S.R. Racing              | Audi R8 LMS | P      | Edoardo Mortara    | Filip Salaquarda  | Marlon Stöckinger |               | 9           |

### 24-Stunden-Rennen von Dubai 2017
Fahrerbesatzung:
| Nr. | Team                      | Fahrzeug    | Reifen | Fahrer                    | Fahrer                      | Fahrer             | Fahrer              | Fahrer      | Platzierung |
| --- | ------------------------- | ----------- | ------ | ------------------------- | --------------------------- | ------------------ | ------------------- | ----------- | ----------- |
| 4   | Belgian Audi Club WRT     | Audi R8 LMS | H      | Enzo Ide                  | Stuart Leonard              | Robin Frijns       | Christopher Mies    | Ruben Maes  | 13          |
| 5   | Belgian Audi Club WRT     | Audi R8 LMS | H      | Mohammed Bin Saud Al Saud | Mohammed Bin Faisal Al Saud | Marcel Fässler     | Michael Vergers     |             | 6           |
| 14  | Optimum Motorsport        | Audi R8 LMS | H      | Joe Osborne               | Flick Haigh                 | Ryan Ratcliffe     | Christopher Haase   |             | 4           |
| 33  | Car Collection Motorsport | Audi R8 LMS | H      | Peter Schmidt             | Dimitri Parhofer            | Daniel Diaz Varela | Isaac Tutumlu Lopez | Toni Forné  | DNC         |
| 34  | Car Collection Motorsport | Audi R8 LMS | H      | Johannes Kirchhoff        | Gustav Edelhoff             | Max Edelhoff       | Elmar Grimm         | Ingo Vogler | 10          |

### 24-Stunden-Rennen von Daytona 2017
Fahrerbesatzung:
| Nr. | Team                          | Fahrzeug    | Reifen | Fahrer              | Fahrer           | Fahrer           | Fahrer          | Platzierung (GTD) |
| --- | ----------------------------- | ----------- | ------ | ------------------- | ---------------- | ---------------- | --------------- | ----------------- |
| 23  | Alex Job Racing               | Audi R8 LMS | C      | Bill Sweedler       | Townsend Bell    | Frank Montecalvo | Pierre Kaffer   | 6                 |
| 29  | Montaplast by Land-Motorsport | Audi R8 LMS | C      | Connor De Phillippi | Christopher Mies | Jules Gounon     | Jeffrey Schmidt | 2                 |
| 57  | Stevenson Motorsports         | Audi R8 LMS | C      | Lawson Aschenbach   | Andrew Davis     | Matt Bell        | Robin Liddell   | 4                 |

### 12-Stunden-Rennen von Bathurst 2017
Fahrerbesatzung:
| Nr. | Team                         | Fahrzeug    | Reifen | Fahrer            | Fahrer           | Fahrer            | Platzierung |
| --- | ---------------------------- | ----------- | ------ | ----------------- | ---------------- | ----------------- | ----------- |
| 3   | Team ASR                     | Audi R8 LMS | P      | Daniel Gaunt      | Matt Halliday    | Ash Samadi        | 7           |
| 5   | GT Motorsport                | Audi R8 LMS | P      | Nathan Antunes    | Elliot Barbour   | Greg Taylor       | DNF         |
| 9   | Hallmarc                     | Audi R8 LMS | P      | Marc Cini         | Dean Fiore       | Lee Holdsworth    | 9           |
| 44  | Supabarn                     | Audi R8 LMS | P      | Steve McLaughlin  | René Rast        | Garth Tander      | 11          |
| 74  | Melbourne Performance Centre | Audi R8 LMS | P      | Robin Frijns      | Frank Stippler   | Markus Winkelhock | DNF         |
| 75  | Melbourne Performance Centre | Audi R8 LMS | P      | Christopher Haase | Christopher Mies | Garth Tander      | 13          |

### 24-Stunden-Rennen auf dem Nürburgring 2017
Fahrerbesatzung:
| Nr. | Team                      | Fahrzeug    | Reifen | Fahrer               | Fahrer                | Fahrer              | Fahrer              | Platzierung |
| --- | ------------------------- | ----------- | ------ | -------------------- | --------------------- | ------------------- | ------------------- | ----------- |
| 5   | Phoenix Racing            | Audi R8 LMS | D      | Dennis Busch         | Nicolay Møller Madsen | Mike Rockenfeller   | Frank Stippler      | 19          |
| 9   | Audi Sport Team WRT       | Audi R8 LMS | D      | Marcel Fässler       | Robin Frijns          | Nico Müller         | René Rast           | 3           |
| 10  | Audi Sport Team WRT       | Audi R8 LMS | D      | Nico Müller          | René Rast             | Frank Stippler      | Frédéric Vervisch   | DNF         |
| 28  | Audi Sport Team Land      | Audi R8 LMS | D      | Christopher Haase    | Pierre Kaffer         | Christopher Mies    | Connor De Phillippi | DNF         |
| 29  | Audi Sport Team Land      | Audi R8 LMS | D      | Kelvin van der Linde | Christopher Mies      | Connor De Phillippi | Markus Winkelhock   | 1           |
| 34  | Car Collection Motorsport | Audi R8 LMS | D      | Peter Schmidt        | Ronnie Saurenmann     | Lorenzo Rocco       |                     | 27          |

Die Audis vom Audi Sport Team WRT und Audi Sport Team Land testeten im Training und Qualifying auch Reifen von Michelin. Man entschied sich aber am Freitagabend vor dem Rennen für die Reifen von Dunlop.

### 24-Stunden-Rennen von Spa-Francorchamps 2017
Fahrerbesatzung:
| Nr. | Team                       | Fahrzeug    | Reifen | Fahrer             | Fahrer               | Fahrer            | Fahrer        | Platzierung |
| --- | -------------------------- | ----------- | ------ | ------------------ | -------------------- | ----------------- | ------------- | ----------- |
| 1   | Audi Sport Team WRT        | Audi R8 LMS | P      | René Rast          | Nico Müller          | Antonio García    |               | 6           |
| 2   | Audi Sport Team WRT        | Audi R8 LMS | P      | Christopher Mies   | Connor De Phillippi  | Frédéric Vervisch |               | 5           |
| 3   | Belgian Audi Club Team WRT | Audi R8 LMS | P      | Niki Mayr-Melnhof  | Jonathan Venter      | Josh Caygill      | Richard Lyons | DNF         |
| 5   | Audi Sport Team WRT        | Audi R8 LMS | P      | André Lotterer     | Marcel Fässler       | Dries Vanthoor    |               | 11          |
| 6   | Belgian Audi Club Team WRT | Audi R8 LMS | P      | Nathanaël Berthon  | Stéphane Richelmi    | Benoît Tréluyer   |               | DNF         |
| 17  | Belgian Audi Club Team WRT | Audi R8 LMS | P      | Jamie Green        | Stuart Leonard       | Jake Dennis       |               | DNF         |
| 25  | Audi Sport Team Saintéloc  | Audi R8 LMS | P      | Jules Gounon       | Christopher Haase    | Markus Winkelhock |               | 1           |
| 26  | Saintéloc Racing           | Audi R8 LMS | P      | Christian Kelders  | Marc Rostan          | Fred Bouvy        |               | 27          |
| 75  | I.S.R.                     | Audi R8 LMS | P      | Filipe Albuquerque | Filip Salaquarda     | Clemens Schmid    |               | DNF         |
| 76  | Audi Sport Team I.S.R.     | Audi R8 LMS | P      | Pierre Kaffer      | Kelvin van der Linde | Frank Stippler    |               | 9           |

Der Audi R8 LMS mit der Startnummer 5, ist trotz der Nennung unter Audi Sport Team WRT, kein werkseingesetztes Auto.

### Mazda Raceway California 8-Stunden-Rennen 2017
Fahrerbesatzung:
| Nr. | Team                       | Fahrzeug    | Reifen | Fahrer           | Fahrer               | Fahrer              | Platzierung |
| --- | -------------------------- | ----------- | ------ | ---------------- | -------------------- | ------------------- | ----------- |
| 11  | Belgian Audi Club Team WRT | Audi R8 LMS | P      | Stuart Leonard   | Robin Frijns         | Jake Dennis         | 6           |
| 29  | Audi Sport Team Land       | Audi R8 LMS | P      | Christopher Mies | Christopher Haase    | Connor De Phillippi | 2           |
| 44  | Audi Sport Team Magnus     | Audi R8 LMS | P      | Pierre Kaffer    | Kelvin van der Linde | Markus Winkelhock   | 1           |

### 24-Stunden-Rennen auf dem Nürburgring 2018
Fahrerbesatzung:
| Nr. | Team            | Fahrzeug    | Reifen | Fahrer            | Fahrer               | Fahrer                | Fahrer      | Platzierung |
| --- | --------------- | ----------- | ------ | ----------------- | -------------------- | --------------------- | ----------- | ----------- |
| 1   | Land Motorsport | Audi R8 LMS |        | Christopher Mies  | Kelvin van der Linde | Sheldon van der Linde | René Rast   | 6           |
| 3   | Team Phoenix    | Audi R8 LMS |        | Christopher Haase | Frank Stippler       | Frédéric Vervisch     | Nico Müller | 7           |

### 24-Stunden-Rennen auf dem Nürburgring 2019
Fahrerbesatzung:
| Nr. | Team                           | Fahrzeug    | Reifen | Fahrer             | Fahrer            | Fahrer            | Fahrer         | Platzierung |
| --- | ------------------------------ | ----------- | ------ | ------------------ | ----------------- | ----------------- | -------------- | ----------- |
| 4   | Audi Sport Team Phoenix        | Audi R8 LMS |        | Pierre Kaffer      | Frank Stippler    | Frédéric Vervisch | Dries Vanthoor | 2           |
| 5   | Phoenix Racing                 | Audi R8 LMS |        | Jeroen Bleekemolen | Vincent Kolb      | Kim-Luis Schramm  | Frank Stippler | 7           |
| 14  | Audi Sport Team Car Collection | Audi R8 LMS |        | Markus Winkelhock  | Christopher Haase | Marcel Fässler    | René Rast      | 3           |

### 24-Stunden-Rennen auf dem Nürburgring 2020
Fahrerbesatzung:
| Nr. | Team            | Fahrzeug    | Reifen | Fahrer           | Fahrer            | Fahrer            | Fahrer               | Platzierung |
| --- | --------------- | ----------- | ------ | ---------------- | ----------------- | ----------------- | -------------------- | ----------- |
| 1   | Audi Sport Team | Audi R8 LMS |        | Nico Müller      | Dries Vanthoor    | Frédéric Vervisch | Frank Stippler       | 5           |
| 3   | Audi Sport Team | Audi R8 LMS |        | Mirko Bortolotti | Christopher Haase | Markus Winkelhock |                      | 2           |
| 29  | Audi Sport Team | Audi R8 LMS |        | Mattia Drudi     | Christopher Mies  | René Rast         | Kelvin van der Linde | 6           |

### 24-Stunden-Rennen auf dem Nürburgring 2021
Fahrerbesatzung:
| Nr. | Team                           | Fahrzeug    | Reifen | Fahrer            | Fahrer      | Fahrer            | Fahrer | Platzierung |
| --- | ------------------------------ | ----------- | ------ | ----------------- | ----------- | ----------------- | ------ | ----------- |
| 2   | Audi Sport Team Car Collection | Audi R8 LMS |        | Christopher Haase | Nico Müller | Markus Winkelhock |        | 5           |

### 24-Stunden-Rennen auf dem Nürburgring 2022
Fahrerbesatzung:
| Nr. | Team           | Fahrzeug             | Reifen | Fahrer               | Fahrer         | Fahrer            | Fahrer       | Platzierung |
| --- | -------------- | -------------------- | ------ | -------------------- | -------------- | ----------------- | ------------ | ----------- |
| 1   | Phoenix Racing | Audi R8 GT3 LMS Evo2 |        | Kelvin van der Linde | Dries Vanthoor | Frédéric Vervisch | Robin Frijns | 1           |

## Teams, die den Audi R8 LMS einsetzen

### Werksteams
- Audi Sport Team BWT (VLN, 24-Stunden-Rennen auf dem Nürburgring)
- Audi Sport Team I.S.R. (TOTAL 24 Hours Spa, Intercontinental GT Challenge)
- Audi Sport Team Land (VLN, 24-Stunden-Rennen auf dem Nürburgring, Intercontinental GT Challenge)[13]
- Audi Sport Team Magnus (Intercontinental GT Challenge)
- Audi Sport Team MPC (Intercontinental GT Challenge)
- Audi Sport Team Phoenix (VLN, TOTAL 24 Hours Spa, 24-Stunden-Rennen auf dem Nürburgring, Intercontinental GT Challenge)
- Audi Sport Team Saintéloc (TOTAL 24 Hours Spa, Intercontinental GT Challenge)
- Audi Sport Team WRT (VLN, TOTAL 24 Hours Spa, 24-Stunden-Rennen auf dem Nürburgring, Intercontinental GT Challenge)

### Kundenteams
- Magnus Racing
- Stevenson Motorsports
- Belgian Audi Club Team WRT
- Phoenix Racing
- ISR Racing
- Optimum Motorsport
- Land-Motorsport
- APR-Motorsport
- Car Collection Motorsport
- Aust Motorsport
- YACO Racing
- CRP Racing
- Stephen Cameron Racing
- M1 GT Racing
- Saintéloc Racing
- Audi Sport Italia
- Melbourne Performance Centre
- International Motorsport
- Twin Busch Motorsport
- Jamec Pem Racing
- Superbarn
- Hallmarc
- GT Motorsport Pty Ltd
- Team ASR Pty Ltd
- HCB Rutronik Racing
- Phoenix Racing Asia
- Hitotsuyama Racing
- Team TAISAN

## Erfolge
Hier sind die wichtigsten Gesamt- und Klassensiege eingetragen.
| Jahr | Veranstaltung/Meisterschaft                                         | Team(s) | Fahrer                                                                            |
| ---- | ------------------------------------------------------------------- | --- | --------------------------------------------------------------------------------- |
| 2015 | 24-Stunden-Rennen auf dem Nürburgring                               | Audi Sport Team WRT | Christopher Mies / Nico Müller / Edward Sandström / Laurens Vanthoor              |
| 2015 | 12-Stunden-Rennen von Sepang                                        | Belgian Audi Club Team WRT | Stuart Leonard / Stéphane Ortelli / Laurens Vanthoor                              |
| 2016 | 24-Stunden-Rennen von Dubai                                         | Belgian Audi Club Team WRT | Alain Ferté / Michael Meadows / Stuart Leonard / Laurens Vanthoor                 |
| 2016 | 24-Stunden-Rennen von Daytona (GTD-Wertung)                         | Magnus Racing | John Potter / Andy Lally / Marco Seefried / René Rast                             |
| 2016 | Blancpain Sprint Series (Fahrerwertung)                             | Belgian Audi Club Team WRT | Enzo Ide                                                                          |
| 2016 | Blancpain Sprint Series (Teamwertung)                               | Team WRT | /                                                                                 |
| 2016 | ADAC GT Masters (Fahrerwertung)                                     | Montaplast by Land-Motorsport                                                                                                  | Connor De Phillippi / Christopher Mies                                            |
| 2016 | ADAC GT Masters (Teamwertung)                                       | Montaplast by Land-Motorsport                                                                                                  | /                                                                                 |
| 2016 | IMSA WeatherTech SportsCar Championship (GTD-Herstellerwertung)     | Stevenson Motorsports Magnus Racing                                                                                            | /                                                                                 |
| 2016 | Tequila Patron North American Endurance Cup (GTD-Herstellerwertung) | Stevenson Motorsports Magnus Racing                                                                                            | /                                                                                 |
| 2016 | Tequila Patron North American Endurance Cup (GTD-Teamwertung)       | Magnus Racing | /                                                                                 |
| 2016 | FIA GT World Cup                                                    | Audi Sport Team WRT | Laurens Vanthoor                                                                  |
| 2016 | 12-Stunden Rennen von Sepang                                        | Audi Sport Team Phoenix | Robin Frijns / Christopher Haase / Laurens Vanthoor                               |
| 2016 | Intercontinental GT Challenge (Fahrerwertung)                       | Audi Sport Team WRT Audi Sport Team Phoenix                                                                                    | Laurens Vanthoor                                                                  |
| 2016 | Intercontinental GT Challenge (Herstellerwertung)                   | Audi Sport Team WRT Audi Sport Team Phoenix Melbourne Performance Centre                                                       | /                                                                                 |
| 2016 | DMV Gran Turismo Touring Car Cup                                    | HCB Rutronik Racing | Fabian Plentz                                                                     |
| 2016 | Dunlop 60                                                           | HCB Rutronik Racing | Tommy Tulpe / Fabian Plentz                                                       |
| 2017 | 24-Stunden-Rennen auf dem Nürburgring                               | Audi Sport Team Land | Christopher Mies / Connor De Phillippi / Markus Winkelhock / Kelvin van der Linde |
| 2017 | 24-Stunden-Rennen von Spa-Francorchamps                             | Audi Sport Team Sainteloc | Jules Gounon / Christopher Haase / Markus Winkelhock                              |
| 2017 | Dunlop 60                                                           | HCB Rutronik Racing | Tommy Tulpe                                                                       |
| 2017 | Blancpain Sprint Series (Fahrerwertung)                             | Belgian Audi Club Team WRT | Robin Frijns / Stuart Leonard                                                     |
| 2017 | Blancpain Sprint Series (Teamwertung)                               | Belgian Audi Club Team WRT | /                                                                                 |
| 2017 | Mazda Raceway California 8-Stunden-Rennen                           | Audi Sport Team Magnus | Pierre Kaffer / Kelvin van der Linde / Markus Winkelhock                          |
| 2017 | Intercontinental GT Challenge (Fahrerwertung)                       | Jamec Pem Racing Audi Sport Team Saintéloc Audi Sport Team Magnus                                                              | Markus Winkelhock                                                                 |
| 2017 | Intercontinental GT Challenge (Herstellerwertung)                   | Jamec Pem Racing Audi Sport Team WRT Audi Sport Team Saintéloc Audi Sport Team ISR Audi Sport Team Magnus Audi Sport Team Land | /                                                                                 |